# Большеподберезинское сельское поселение
Большеподберезинское сельское поселение (тат. Зур Подберезье авылы җирлеге) — муниципальное образование в Кайбицком районе Татарстана.
Административный центр — с. Большое Подберезье.
Образовано в соответствии с законом Республики Татарстан от 31 января 2005 г. № 25-ЗРТ «Об установлении границ территорий и статусе муниципального образования „Кайбицкий муниципальный район и муниципальных образований в его составе“ (с изменениями от 29 декабря 2008 г.)».
Большеподберезинское сельское поселение граничит с Надеждинским (на севере), Ульянковским (на востоке), Эбалаковским (на востоке), Хозесановским (на западе) сельскими поселениями, Апастовским районом (на юго-востоке) и Чувашской Республикой (на северо-западе и юге).

## Населённые пункты
- село Большое Подберезье — административный центр
- село Малое Подберезье
- деревня Каргала (Каргалы)
- деревня Плетени
- деревня Сосновка

## Население
| 2010 | 2011  | 2012  | 2013  | 2014  | 2015 | 2016 |
| ---- | ----- | ----- | ----- | ----- | ---- | ---- |
| 1065 | ↘1063 | ↘1037 | ↘1014 | ↘1004 | ↘979 | ↘967 |
| 2017 | 2018  |       |       |       |      |      |
| ↘944 | ↘920  |       |       |       |      |      |